# ユーリ・グラズコフ
ユーリ・ニコラーエヴィチ・グラズコフ（Ю́рий Никола́евич Глазко́в、1939年10月2日 – 2008年12月9日）はソビエト連邦の空軍少将および宇宙飛行士。
モスクワで生まれ、1962年にハリコフ軍事工学高等学校（Kharkov Military Engineering High School）を卒業する。
ソ連空軍の航空機関士として勤め、1965年10月23日宇宙飛行士に選抜される。ソユーズ24号ミッションにフライト・エンジニアとして搭乗した。1982年6月26日に宇宙飛行士を引退する。ソ連邦英雄を受勲。
1974年にテクニカル・サイエンスの博士号を授与され、1989年に初のガガーリン宇宙飛行士訓練センター副主任となり、2000年5月に退職。
グラズコフにはいくつかの著作があり、1977年に宇宙遊泳の技術ガイド「Outside Orbiting Spacecraft」を、1986年には宇宙探査に関する書物「The World Around Us」を出版している。またSF小説をいくつか執筆しており、その1つЧёрное безмолвие（ブラック・サイエンス）は同僚の宇宙飛行士であるVladimir Dzhanibekovのイラストつきで、1987年に出版されている。